# Attatha notata
Attatha notata är en fjärilsart som beskrevs av Fabricius 1794. Attatha notata ingår i släktet Attatha och familjen nattflyn. Inga underarter finns listade i Catalogue of Life.